# Anna Sloan
Anna Sloan, född den 5 februari 1991 i Lockerbie, Skottland, är en brittisk curlingspelare.
Hon tog OS-brons i damernas curlingturnering i samband med de olympiska curlingtävlingarna 2014 i Sotji.